# 인테릭스
인테릭스(Interix)는 윈도우 NT 운영 체제를 위한 선택적인 POSIX 규격 유닉스 하위 시스템이었다. 인테릭스는 UNIX용 윈도우 서비스의 구성 요소이자 마이크로소프트 POSIX 하위 시스템의 상위 집합이었다. POSIX 하위 시스템과 마찬가지로 인테릭스도 NT 커널용 환경 하위 시스템이었다. 여기에는 수많은 오픈 소스 유틸리티 소프트웨어 프로그램과 라이브러리가 포함되었다. Interix는 원래 1999년 마이크로소프트가 인수할 때까지 OpenNT로 개발 및 판매되었다.
인테릭스 버전 5.2 및 6.0은 SUA(유닉스 기반 응용 프로그램용 하위 시스템)로서 윈도우 서버 2003 R2, 윈도우 비스타 엔터프라이즈, 윈도우 비스타 얼티밋 및 윈도우 서버 2008의 각 구성 요소였다. 버전 6.1은 윈도우 7(엔터프라이즈 및 얼티밋 버전)에 포함되었지만 기본적으로 비활성화되어 있으며 윈도우 서버 2008 R2(모든 버전)에서는 비활성화되어 있다. 윈도우 8 및 윈도우 서버 2012에서는 더 이상 사용되지 않는 별도 다운로드로 제공되었으며 윈도우 10에서는 전혀 사용할 수 없다.

## 같이 보기
- 리눅스용 윈도우 하위 시스템
- Xming
- 시그윈
- MinGW
- DJGPP

## 참고 문헌
- Walli, Stephen R. (August 1997). 〈OPENNT: UNIX application portability to Windows NT via an alternative environment subsystem〉.   Lazowska, Ed; Jones, Michael B. 《Proceedings of the USENIX Windows NT Symposium. 1997》. Berkeley, CA: USENIX Association.
- Walli, Stephen R. (2016년 4월 13일). “Running Linux Apps on Windows (and other stupid human tricks) Part I”. 《medium.com》.
- Walli, Stephen R. (2016년 4월 13일). “Running Linux Apps on Windows (and other stupid human tricks) Part II”. 《medium.com》.